# Diplopterygium criticum
Diplopterygium criticum là một loài dương xỉ trong họ Gleicheniaceae. Loài này được Ching & P.S. Chiu Ching ex X.C. Zhang mô tả khoa học đầu tiên năm 2004.